# Leitões

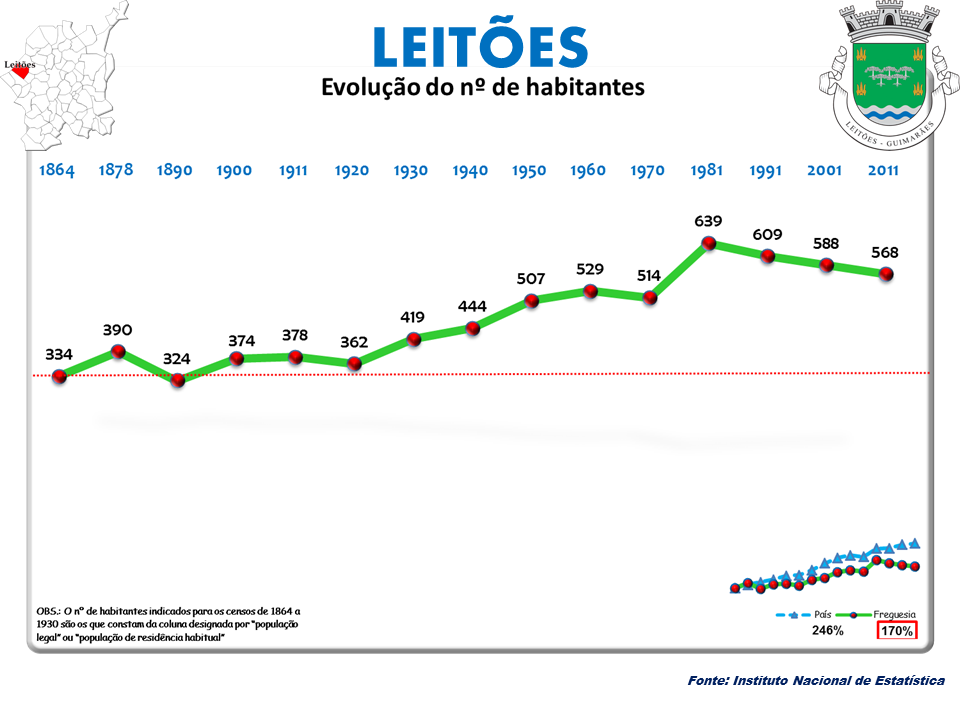

Leitões é uma povoação portuguesa do Município de Guimarães que foi sede da extinta Freguesia de Leitões, freguesia que tinha 3,61 km² de área. e 568 habitantes (2011), e, por isso, uma densidade populacional de 157,3 hab/km².
A Freguesia de Leitões foi extinta em 2013, no âmbito de uma reforma administrativa nacional, para, em conjunto com as Freguesias de Oleiros e Figueiredo, formar uma nova freguesia denominada União das Freguesias de Leitões, Oleiros e Figueiredo da qual é a sede.

## Património
- Castro de São Bartolomeu[4]

## População
| População da freguesia de Leitões (1864 – 2011) | População da freguesia de Leitões (1864 – 2011) | População da freguesia de Leitões (1864 – 2011) | População da freguesia de Leitões (1864 – 2011) | População da freguesia de Leitões (1864 – 2011) | População da freguesia de Leitões (1864 – 2011) | População da freguesia de Leitões (1864 – 2011) | População da freguesia de Leitões (1864 – 2011) | População da freguesia de Leitões (1864 – 2011) | População da freguesia de Leitões (1864 – 2011) | População da freguesia de Leitões (1864 – 2011) | População da freguesia de Leitões (1864 – 2011) | População da freguesia de Leitões (1864 – 2011) | População da freguesia de Leitões (1864 – 2011) | População da freguesia de Leitões (1864 – 2011) |
| ----------------------------------------------- | ----------------------------------------------- | ----------------------------------------------- | ----------------------------------------------- | ----------------------------------------------- | ----------------------------------------------- | ----------------------------------------------- | ----------------------------------------------- | ----------------------------------------------- | ----------------------------------------------- | ----------------------------------------------- | ----------------------------------------------- | ----------------------------------------------- | ----------------------------------------------- | ----------------------------------------------- |
| 1864                                            | 1878                                            | 1890                                            | 1900                                            | 1911                                            | 1920                                            | 1930                                            | 1940                                            | 1950                                            | 1960                                            | 1970                                            | 1981                                            | 1991                                            | 2001                                            | 2011                                            |
| 334                                             | 390                                             | 324                                             | 374                                             | 378                                             | 362                                             | 419                                             | 444                                             | 507                                             | 529                                             | 514                                             | 639                                             | 609                                             | 588                                             | 568                                             |